# Silver Creek (Mississipi)
Silver Creek és una població dels Estats Units a l'estat de Mississipi. Segons el cens del 2000 tenia 209 habitants.

## Demografia
Segons el cens del 2000, Silver Creek tenia 209 habitants, 81 habitatges, i 60 famílies. La densitat de població era de 76,1 habitants per km².
Dels 81 habitatges en un 34,6% hi vivien nens de menys de 18 anys, en un 58% hi vivien parelles casades, en un 12,3% dones solteres, i en un 24,7% no eren unitats familiars. En el 24,7% dels habitatges hi vivien persones soles el 13,6% de les quals corresponia a persones de 65 anys o més que vivien soles. El nombre mitjà de persones vivint en cada habitatge era de 2,58 i el nombre mitjà de persones que vivien en cada família era de 2,98.
Per edats la població es repartia de la següent manera: un 26,8% tenia menys de 18 anys, un 5,3% entre 18 i 24, un 28,2% entre 25 i 44, un 23,4% de 45 a 60 i un 16,3% 65 anys o més.
L'edat mediana era de 36 anys. Per cada 100 dones de 18 o més anys hi havia 93,7 homes.
La renda mediana per habitatge era de 32.656 $ i la renda mediana per família de 35.625 $. Els homes tenien una renda mediana de 29.063 $ mentre que les dones 19.375 $. La renda per capita de la població era de 12.507 $. Entorn del 6,2% de les famílies i el 13,4% de la població estaven per davall del llindar de pobresa.

## Poblacions més properes
El següent diagrama mostra les poblacions més properes.